# Кыргызбаев, Гусман Даниярович
Гусма́н Дания́рович Кыргызба́ев (каз. Ғұсман Даниярұлы Қырғызбаев; род. 28 сентября 1992, Диханкуль, Южно-Казахстанская область) — казахстанский дзюдоист, бронзовый призёр летних Олимпийских игр 2024 года, серебряный призёр чемпионата мира 2021 года, бронзовый призёр чемпионатов Азии 2019 и 2022 годов.

## Биография
Родился в 1992 году в Казахстане, в Туркестанской области, в селе Диханкуль.
В возрасте 12 лет Гусман пришёл в спорт, вместе с братом стал заниматься национальной борьбой. В 2010 году братья завершили обучение в школе и поступили в Казахскую Академию спорта и туризма. Случайным образом заявились на отборочные соревнования чемпионата города Алматы по дзюдо и прошли в финал.
Первым тренером дзюдоиста был Е. Отызбаев.
В 2014 году Гусман окончил обучение в КазАСТ и стал дипломированным тренером-преподавателем. С 2016 по 2018 годы проходил обучение в КазНУ им. Аль-Фараби по специальности «юриспруденция».
В детстве увлекался игрой на гармошке.

## Спортивная карьера
В 2019 года в ОАЭ, в Фуджейре на чемпионате Азии в весовой категории до 60 кг завоевал бронзовую медаль.
На предолимпийском чемпионате мира 2021 года, который проходил в Будапеште в Венгрии завоевал серебряную медаль в весовой категории до 60 кг, уступив в финале российскому спортсмену Яго Абуладзе.
На летних Олимпийских играх 2024 года в Париже в категории до 66 кг завоевал бронзовую медаль, в схватке за третье место одолел спортсмена из Сербии Страхинью Бунчич.

## Семья
Женат, отец троих детей

## Награды
- Орден «Парасат» (14 августа 2024 года) — за высокие спортивные достижения на ХХХIII летних Олимпийских играх, прошедших в городе Париже[4].